# Dangal
Dangal is een Indiase biografische sportfilm uit 2016. De film is gebaseerd op een waargebeurd verhaal waarin een worstelcoach zijn dochters traint om professionele worstelaars te worden. De film ontving lovende kritieken toen hij uitkwam en is tot op de dag van vandaag de meest succesvolle Indiase bioscoopfilm aller tijden. Daarnaast was de film ook een enorm commercieel succes in China, waar het de best bezochte niet-Amerikaanse buitenlandse film werd. De film werd uitgebracht door de Indiase afdeling van Walt Disney Studio Entertainment.

## Verhaal
Voormalig worstelaar Mahavir Singh Phogat en zijn twee worstelende dochters strijden tegen sociale onderdrukking om glorie te bereiken op de Commonwealth Games.

## Rolverdeling
| Acteur             | Personage            |
| ------------------ | -------------------- |
| Aamir Khan         | Mahavir Singh Phogat |
| Sakshi Tanwar      | Daya Shobha Kaur     |
| Fatima Sana Shaikh | Geeta Phogat         |
| Sanya Malhotra     | Babita Kumari        |
| Aparshakti Khurana | Omkar Singh Phogat   |